# 서울대왕초등학교
서울대왕초등학교는 대한민국 서울특별시 강남구 세곡동에 있는 공립 초등학교이다.

## 학교 연혁
- 1932년 11월 25일 설립인가
- 1933년 5월 1일 대왕공립보통학교(4년제) 개교
- 1938년 4월 1일 대왕공립심상소학교로 개칭[1]
- 1941년 4월 1일 대왕공립국민학교로 개칭[2]
- 1942년 4월 1일 6년제로 연장
- 1963년 1월 1일 서울특별시로 편입[3](서울대왕국민학교)
- 1996년 3월 1일 현재 교명으로 변경[4]
- 1997년 3월 10일 급식소 개관
- 1998년 6월 28일 지역정보화교실 개관
- 2001년 9월 20일 강당 개관
- 2002년 2월 20일 전자도서실 개관(강남구청 지원)
- 2004년 11월 30일 보건실 현대화 사업
- 2006년 3월 15일 영어체험학습센터 개관
- 2006년 12월 20일 특별실 체험학습용 영어프로그램 설치
- 2009년 11월 2일 급식실 현대화(조리용 오븐 및 식판 교체)
- 2012년 11월 20일 본관 준공식 및 병설유치원 개원식
- 2013년 10월 23일 체육관(대왕누리관) 준공식
- 2014년 2월 14일 제79회 졸업 105명 (누계 11923명)
- 2014년 3월 1일 제23대 김동일 교장 부임
- 2015년 2월 13일 제80회 졸업 106명 (누계 12029명)
- 2016년 2월 12일 제81회 졸업 124명 (누계 12153명)
- 2016년 3월 1일 33학급(특수2) 편성
- 2017년 2월 17일 제82회 졸업 109명(누계 12262명)
- 2017년 3월 1일 35학급(특수2) 편성
- 2018년 2월 13일 제83회 졸업식 105명(누계 12369명)
- 2018년 3월 1일 38학급(특수2) 편성
- 2019년 2월 15일 제84회 졸업식 116명(누계 12485명)
- 2019년 3월 1일 39학급(특수2) 편성
- 2019년 3월 10일 본관 3층 학생쉼터(행복충전소) 개관
- 2019년 9월 1일 제24대 신미희 교장 취임
- 2019년 11월 2일 본관 1층 출입구 게시판 설치
- 2020년 2월 12일 제85회 졸업식 158명(누계 12643명)
- 2020년 3월 1일 38학급(특수2) 편성
- 2021.02.10. 제86회 졸업 122명(총 12,875명)
- 2021.03.01. 36학급(특수2) 편성

## 사건
1969년 미감아 사건 파동으로 일어났으며, 대왕국민학교 전교생이 등교 거부하였다. 한달 뒤인 문교부 측의 한국신학대학 병설 국민학교를 설립해, 미감아 자녀를 취학하였다.

## 상징
- 교화(校花) - 개나리 : 이른 봄 일찍 봄소식을 알려 주는 개나리꽃은 항상 밝고 명랑하며 희망을 가지고 부지런히 앞서가는 대왕 어린이를 뜻한다.
- 교목(校木) - 향나무 : 눈이 오나 비가 오나 추우나 더우나 언제나 변함없이 푸르름을 간직하고 서 있는 향나무는 정직하고 인정 많으며 끈기있고 참을성이 강한 대왕 어린이를 뜻한다.

## 참고 자료
- 서울대왕초등학교 - 한국교육학술정보원 학교알리미